# Ctenolimnophila paulistae
Ctenolimnophila paulistae är en tvåvingeart som beskrevs av Alexander 1943. Ctenolimnophila paulistae ingår i släktet Ctenolimnophila och familjen småharkrankar. Inga underarter finns listade i Catalogue of Life.